# Niña de mi corazón
Niña de mi corazón é uma telenovela mexicana juvenil produzida por Pedro Damián para a Televisa e exibida pelo Las Estrellas entre 8 de março a 9 de julho de 2010, sucedendo Atrévete a soñar e antecedendo Para volver a amar em 107 capítulos.
É um remake da telenovela Mi pequeña traviesa, produzida em 1997. 
A trama é protagonizada por Paulina Goto e Erick Elías, co-protagonizada por Maribel Guardia e Arturo Peniche, e antagonizada por Lisette Morelos, Julio Camejo, Lorena Herrera e Martha Julia.

## Sinopse
Para poder manter sua família, Andrea (Paulina Goto) terá uma dupla personalidade que a manterá em situações divertidas.
Andrea vive com seu pai viúvo Benigno (José Elías Moreno), e seus irmãos Damián (Adriano Zendejas) e Marcelino. É namorada de Jason (Julio Camejo), um jovem músico, mas rompe com ele quando descobre que ele está envolvido em negócios sujos. Andrea é uma menina boa e alegre, ousada e otimista, que está prestes a entrar na faculdade, mas tem que abandonar seus sonhos quando seu pai sofre um terrível acidente que o deixa paralisado e em depressão.
Em seus 17 anos, ela percebe que deve assumir a responsabilidade de manter a sua família e sai a procura de trabalho, mas o único trabalho que ela encontra é no escritório de advocacia de Máximo Arrioja (Arturo Peniche), como assistente de seu filho, Darío (Erick Elías). O problema é que a namorada de Darío, Moira (Lisette Morelos), é extremamente ciumenta e não tolera a ideia de uma mulher trabalhar com ele. Então, ela prefere um homem para o cargo de assistente.
Casualmente, foi Darío que levou Benigno ao hospital quando ele sofreu o acidente, e por isso Andrea é muito grata. Como o emprego na empresa é para um homem, Andrea não hesita em inventar um irmão gêmeo, Andrés. Com a ajuda relutante de seu amigo Juan Vicente (Osvaldo de León), que a ensina como agir como um homem, começa o trabalho. Juan Vicente está apaixonado por Andrea, mas ela o vê apenas como um irmão mais velho.
Andrea, caracterizada como Andrés, torna-se o companheiro constante de Darío, Máximo quer descobrir porque seu filho desaparece na hora do trabalho. Andrea descobre, mas decide manter o segredo. Darío tem uma empresa multimídia chamada Tarabu, fundada com o dinheiro dado a ele por sua avó, Mercedes (Lorena Velázquez). Sua empresa é o que ele realmente ama, e só estudou direito para agradar seu pai.
Os problemas para Andrea começam quando Ximena (Jade Fraser), irmã de Darío, conhece Andrés e se apaixona por ele. Andrea fica em apuros tentando evitá-la. Outro problema é que Máximo oferece para Andrea um lugar em seu escritório e ela concorda, para levar para casa mais dinheiro, e agora trabalha como Andrea e como Andrés, fazendo mil malabarismos para não ser descoberta. Andrea sente uma crescente atração por Darío, mas não dá esperança, porque ela sabe que ele está comprometida com Moira.
Máximo descobre a empresa de Darío, e, irritado, exige que Mercedes retire o apoio econômico, mas ela se recusa. No entanto, Darío aceita o desafio de levantar-se por si e decide procurar um cantor para promovê-lo e torná-lo um ídolo adolescente. Por acaso ouve Andrés cantar e sabe que encontrou a sua estrela.
Darío rompe com Moira e confessa a Andrés que está apaixonado por Andrea. Logo depois, Andrea aceita ser sua namorada. Ela sabe e logo deverá revelar a verdade, mas quando está prestes a fazê-lo, Moira, que descobriu a sua dupla identidade, a ameaça de denunciar como uma fraude e arruinar o negócio de Darío, se ela não romper com ele.
"Menina do meu coração" é uma história envolvente cheia de romance, música, intriga e energia da juventude, com intensas situações dramáticas, mas também momentos de ternura e de complicações causadas por situações cômicas no enredo, provocadas pela melhor das intenções desta adorável rebelde.

## Elenco
| Ator/Atriz         | Personagem                           |
| ------------------ | ------------------------------------ |
| Paulina Goto       | Andrea Paz / Andrés Paz              |
| Erick Elías        | Dario Arrioja Alarcón                |
| Lisette Morelos    | Moira Gasca Quinto                   |
| Maribel Guardia    | Pilar Alarcón de Arrioja             |
| Arturo Peniche     | Máximo Arrioja Riquelme              |
| Lorena Herrera     | Silvana Quinto Vda. de Gasca         |
| Julio Camejo       | Jason "Papi" Bravo López             |
| Ximena Herrera     | María Magdalena Bravo López          |
| Martha Julia       | Tamara Díez                          |
| Rafael Inclán      | Victtorio Conti                      |
| José Elías Moreno  | Benigno Paz                          |
| Alberto Estrella   | El Ángel Uriel                       |
| Osvaldo de León    | Juan Vicente Huerta                  |
| Gerardo Albarrán   | Donato Blume                         |
| Lucero Lander      | Eloísa                               |
| Lorena Velázquez   | Mercedes Riquelme vda. de Arrioja    |
| Isela Vega         | Doña Belén                           |
| Zoraida Gómez      | Carolina Clavados                    |
| Brandon Peniche    | Conrado Gallardo "Masiosare, Cónsul" |
| Carlos Speitzer    | El Geek                              |
| Adriano Zendejas   | Damián Paz                           |
| Bárbara Torres     | Florencia                            |
| Mane de la Parra   | Charly                               |
| John Michael Ecker | El Mudra                             |
| Luis Ceballos      | Alfonso "El Bocho" Fernández         |
| Jade Fraser        | Ximena Arrioja Alarcón               |
| Evelyn Cedeño      | Priscila                             |
| Roberto Assad      | Boris                                |
| Uriel Del Toro     | Bruno                                |
| Ale Müller         | Evelyn                               |
| Tatiana Martínez   | El Bombón de la Discordia            |
| Elsa Marín         | Petra                                |
| Lourdes Canale     | Doña Trinidad "Trini"'               |
| Polo Ortín         | Marcedonio                           |
| Jaime Garza        | Dionisio Bravo                       |
| Carlos Cámara Jr.  | Dimitri Molotov                      |
| África Zavala      | Rosario "Chayo" Cruz                 |
| Harold Azuara      | José "Pepe" Cruz                     |
| Jocelin Zuckerman  | Perla Cruz                           |

## Produção
- As gravações da telenovela começam no dia 12 de janeiro de 2010 e terminaram no dia 30 de junho de 2010.
- As localidades foram no município de Puerto Peñasco, no estado de Sonora.

## Audiência
Estreou com uma média de 14.9 pontos. Sua menor audiência é 7.6 pontos, alcançada em 2 de abril de 2010, uma Sexta-Feira Santa. Já sua maior audiência é de 15.3 pontos, alcançada em 8 de julho de 2010, penúltimo capítulo. Seu último capítulo alcançou 13.8 pontos. Teve média geral de 11.9 pontos.

## Exibição Internacional
| País           | Emissora                | Título             |
| -------------- | ----------------------- | ------------------ |
| México         | Las Estrellas           | Niña de mi corazón |
| México         | Canal 5                 | Niña de mi corazón |
| Estados Unidos | Univision               | Niña de mi corazón |
| Equador        | Gama TV                 | Niña de mi corazón |
| Paraguai       | Latele                  | Niña de mi corazón |
| Colômbia       | RCN Televisión¹         | Niña de mi corazón |
| Peru           | América Televisión Perú | Niña de mi corazón |
| Costa Rica     | Repretel                | Niña de mi corazón |
| Filipinas      | ABS-CBN                 | Mi niña            |

¹Na Colômbia, a telenovela foi cancelada devido ao alto conteúdo sexual que não agradou ao público em geral.

## Prêmios e nomeações

### Prêmio TVyNovelas de 2011
| Categoria                  | Nomeado(a)        | Resultado |
| -------------------------- | ----------------- | --------- |
| Melhor Primeiro Ator       | José Elías Moreno | Nomeado   |
| Melhor Atriz Juvenil       | Paulina Goto      | Venceu    |
| Melhor Revelação Masculina | Brandon Peniche   | Nomeado   |

### Premios People en Español 2011
| Categoria        | Nomeado(a)   | Resultado |
| ---------------- | ------------ | --------- |
| Revelação do Ano | Paulina Goto | Nomeada   |

### Kids Choice Awards México 2011
| Categoria          | Nomeado(a)      | Resultado |
| ------------------ | --------------- | --------- |
| Meu Vilão Favorito | Lisette Morelos | Nomeada   |

## Outras versões
- A original Me llama Gorrión é uma telenovela da Argentina produzida em 1972. Ainda na Argentina, também houve mais duas versões chamada Hola Pelusa, produzida em 1980, e outra produzida em 1993.

- A versão no Peru, produzida em 1974, teve o mesmo título da versão original argentina.

- A versão no México, produzida pelo produtor Pedro Damián, foi chamada Mi pequeña traviesa no ano de 1997. Foi protagonizada pelos atores Michelle Vieth, Héctor Soberón e Arleth Terán.

- Houve também uma versão brasileira no SBT realizada em 2002 intitulada Pequena Travessa, dirigida por Jacques Lagoa e Henrique Martins, produzida por David Grimberg e protagonizada por Bianca Rinaldi e Rodrigo Veronese.